# Trama maritima
Trama maritima är en insektsart. Trama maritima ingår i släktet Trama och familjen långrörsbladlöss. Inga underarter finns listade i Catalogue of Life.